# Кошари
Кошари, также называемая кушари, кошери (масри كشرى, ˈkoʃæɾi) — египетское национальное блюдо, которое готовится из риса, макарон и чечевицы, смешиваемых, а затем приправляемых томатно-уксусным соусом. Иногда в блюдо добавляют короткие кусочки спагетти, нут и обжаренный до хрустящей корочки репчатый лук. По желанию в блюдо добавляется чесночный сок или соус, а также острые виды соусов.

## История и описание
Блюдо возникло в середине XIX века, во времена мультикультурализма в Египте, бывшего в то время частью Османской империи, а затем — колонией Великобритании. В то время экономика страны быстро росла, также росли продажи, заработная плата в стране, наблюдался устойчивый рост спроса. Всё это указывает на то, что население страны резко увеличивалось, вследствие чего появилось такое блюдо, которым можно было быстро насытиться.
Согласно другой версии, блюдо обязано своим появлением смешению индийской и итальянской традиционных кухонь, произошедшему, опять-таки, благодаря мультикультурализму в Египте того времени. Вначале египетские солдаты, а затем и гражданское население быстро полюбили новое блюдо, ставшее национальным. Вначале кошари продавалось только на рынках и улицах продавцами, возившими еду на тележках, и лишь в более позднее время блюдо получило своё место в меню ресторанов.
В настоящее время блюдо очень широко распространено среди всего населения Египта и сопредельных с ним государств. В основном считается блюдом простолюдинов, рабочих и крестьян. При этом существуют как рестораны, специализирующиеся на готовке исключительно этого блюда (аналог советских пельменных и чебуречных), так и рестораны общей кухни Египта. Как не содержащее каких-либо животных жиров, может считаться веганским, при том, что во время жарки используется растительное масло.